# Jean Devanny

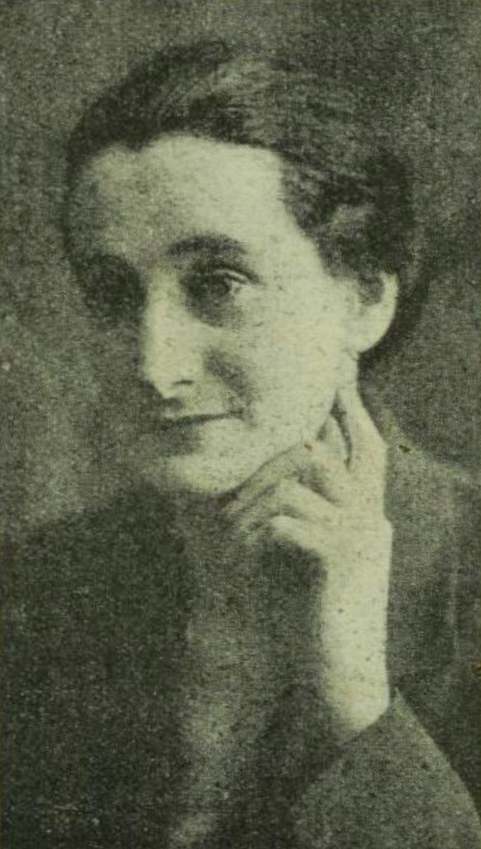
Jean Devanny
(1930)

Jean Devanny (* 7. Januar 1894 in Ferntown, nahe Collingwood, Neuseeland; † 8. März 1962 in Townsville, Queensland, Australien) war eine neuseeländisch-australische Kommunistin und Autorin von Romanen und Sachbüchern.

## Frühes Leben
Jane Crook wurde am 7. Januar 1894 als Tochter und achtes von zehn Kindern der Eheleute Jane Appleyard und des Bergarbeiters William Crook in Ferntown, nahe Collingwood geboren. Über ihre Kindheit und frühe Jugendzeit ist nichts bekannt, außer dass sie mit dreizehn Jahren die Schule verlassen musste, um ihre kranke Mutter zu pflegen. Sie las viel und wurde durch die Gewerkschaftsaktivitäten im Lande sowie durch den Tod ihres Vaters beeinflusst. Eine Lehrerin, mit der sie befreundet war, überredete sie ihren Namen in „Jean“ zu ändern, den sie dann auch fortan verwendete.

## Ehe
1911 lernte Jean in Pūponga den Bergarbeiter Jean Francis Harold Devanny (1888–1966), der stark in der Gewerkschaftsbewegung engagiert war, kennen. Sie heirateten noch im selben Jahr in Palmerston North. Aus der Ehe gingen zwei Töchter und ein Sohn hervor.

## Gewerkschaft und Marxismus
Jean und ihr Mann engagierten sich in der Bergarbeitergewerkschaft und in marxistischen Studienkreisen. Durch ihre gewerkschaftlichen und marxistischen Studienaktivitäten lernten sie viele der führenden Gewerkschaftsaktivisten jener Tage kennen, worunter als Beispiel Bob Semple, Pat Hickey, Peter Fraser und Harry Holland zu finden waren. Jean beschäftigte sich neben den Kindern auch mit sozialistischer Literatur, Klavier und Geige spielen. 1917 wurde das Bergwerk in Pūponga geschlossen, was für die Familie einen Umzug bedeutete. Sie zogen nach Fairfield, einem Stadtteil von Dunedin. Jeans Mann fand 1919 einen besser bezahlten Job im Tunnelbau und zog dafür nach Wellington. Jean folgte ihm, als eines der Kinder verstarb.
In Wellington trat Jean dem Women’s Branch of the New Zealand Labour Party bei und wurde von den Politikern der Partei dafür umworben sich in der Politik der Partei zu engagieren. Doch Jean sowie auch ihr Mann fanden die Politik der Labour Party für sie zu weit rechts und fühlten sich dagegen zu der Communist Party of New Zealand mehr hingezogen. Jean trat in die Partei ein, ihr Mann wegen seiner Beschäftigung nicht.

## Beginn als Schriftstellerin
Um 1923 herum begann Jean mit dem Schreiben. Ihr erstes Werk, das die Öffentlichkeit zu Gesicht bekam, war „The Butcher Shop“, das 1926 in London veröffentlicht wurde und in einer ersten Auflage von fünfzehntausend Exemplaren herauskam. Das Werk war ein Skandalerfolg, weil sie darin die sexuelle Unterdrückung in der Ehe ausdrücklich anprangerte. In Neuseeland, Australien, einigen amerikanischen Staaten und in Deutschland wurde das Werk verboten. Vier weitere Romane folgten, in denen sich Jean unter anderem mit der wirtschaftlichen und sexuellen Beziehung zwischen Männern und Frauen in der Ehe auseinandersetzte.

## Australien
1929 zog die Familie nach Sydney, in der Hoffnung auf ein besseres Klima und bessere Lebensbedingungen für ihren kranken Sohn, der fünf Jahre später verstarb. In Australien angekommen beteiligte sich Jean mit ihrem Mann sofort an den Aktivitäten der Communist Party of Australia. Jean, die 1931 in die Partei eintrat, wurde deren prominentes Mitglied und eine regelmäßige Rednerin bei Kundgebungen und Versammlungen in Sydney.
Sie wurde zur nationalen Sekretärin der Workers’ International Relief ernannt und nahm an deren Konferenz 1931 in Berlin teil. Trotz einem achtmonatigen Engagement auf einer Organisationstour im Namen der Partei in Queensland im Jahr 1935 sah sie sich zunehmender offizieller Unzufriedenheit in der Partei ausgesetzt, was 1940 zu ihrem Ausschluss aus der Partei führte. Obwohl sie 1944 wieder aufgenommen wurde, hatte sie viele ihrer Illusionen verloren und verließ die Partei 1949 endgültig.
Ihre schriftstellerische Tätigkeit hatte Jean in der Zwischenzeit nie aufgegeben und so erschienen in den Jahren bis zu ihrem Tod zwölf weitere Romane und vier Sachbücher. Jean spielte auch eine aktive Rolle in literarischen Organisationen. Zusammen mit Katharine Susannah Prichard und Egon Erwin Kisch war sie Mitbegründerin der Writers League in Australien und übernahm 1935 auch die Rolle deren Präsidentin. 1937 wurde der Verband in die Writers Association umbenannt. Auch für den Fellowship of Australian Writers setzte sie sich 1945 aktiv ein.
1949 zog Jean in den Norden Queenslands. Sie und ihr Mann versöhnten sich wieder, nachdem sie sich 1931 in beiderseitigem Einvernehmen getrennt hatten. Sie zogen nach Townsville und ließen sich dort nieder. Dort erkrankte Jean an Leukämie, an deren Folgen sie am 8. März 1962 verstarb. Ihre Autobiographie wurde erst 1986 veröffentlicht.

## Werke

### Romane
- 1926 – The Butcher Shop. London 1926 (englisch).
- 1926 – Lenore Divine. 1926 (englisch).
- 1928 – Dawn Beloved. 1928 (englisch).
- 1929 – Riven. 1929 (englisch).
- 1930 – Devil Made saint. 1930 (englisch).
- 1930 – Bushman Burke. 1930 (englisch).
- 1932 – Poor Swine. 1932 (englisch).
- 1934 – Out of Such Fires. 1934 (englisch).
- 1935 – The Virtuous Courtesan. 1935 (englisch).
- 1935 – The Ghost Wife. 1935 (englisch).
- 1936 – Sugar Heaven. 1936 (englisch).
- 1938 – Paradise Flow. 1938 (englisch).
- 1942 – The Killing of Jacqueline Love. 1942 (englisch).
- 1945 – Roll Back the Night. 1945 (englisch).
- 1949 – Cindie. A Chronicle of the Canefields. 1949 (englisch).

### Kurzgeschichten
- 1927 – Old Savage. And Other Stories. 1927 (englisch).

### Sachbücher
- 1944 – By Tropic Sea and Jungle. Adventures in North Queensland. 1944 (englisch).
- 1945 – Bird of Paradise. 1945 (englisch).
- 1951 – Travels in North Queensland. 1951 (englisch).
- 1987 – Point of Departure. The Autobiography of Jean Devanny. 1987 (englisch).